# Lissonota russata
Lissonota russata là một loài tò vò trong họ Ichneumonidae.